# 金牛 (選舉)
金牛是指出錢賄選的政客，民國初年就有靠買票當選的例子（如曹錕即是因此當選總統，史稱「賄選總統」，被時任中華民國陸海軍大元帥大本營大元帥的國父孙中山先生宣佈聲討）。

## 各地情況

### 台灣
1983年立法委員選舉中，國民黨在臺北市黨部主委關中主導下，提名了大批被視為財團「金牛」的候選人參選立委。據康寧祥回憶，當時國民黨動員社會網路及黨團組織，在康寧祥傳統票倉艋舺、龍山、雙園、建成等地大肆買票。讓蔡辰洲、高忠信、洪文棟如入無人之境，賄聲賄影。終於讓康寧祥基層票源慘敗。選舉結果，四位黨外候選人的得票比1980年立委選舉康寧祥和黃天福兩人的總和還少了三萬票。:371-372
李登輝執政時期間，由於大幅放寬媒體管制，因此大金牛的存在廣為人知，一些地方黑道人物也因為一清專案的衝擊，開始從政以獲得保護傘。